# Stortjärnen (Ängersjö socken, Hälsingland)
Stortjärnen är en sjö i Härjedalens kommun och Ljusdals kommun i Hälsingland och ingår i Ljusnans huvudavrinningsområde. Sjön har en area på 0,0753 kvadratkilometer och ligger 375 meter över havet.

## Delavrinningsområde
Stortjärnen ingår i det delavrinningsområde (685654-144741) som SMHI kallar för Utloppet av Bomflarken. Medelhöjden är 394 meter över havet och ytan är 4,38 kvadratkilometer. Räknas de 23 avrinningsområdena uppströms in blir den ackumulerade arean 151,7 kvadratkilometer. Jättån (Djupsjöån) som avvattnar avrinningsområdet har biflödesordning 3, vilket innebär att vattnet flödar genom totalt 3 vattendrag innan det når havet efter 198 kilometer. Avrinningsområdet består mestadels av skog (58 procent) och sankmarker (19 procent). Avrinningsområdet har 0,37 kvadratkilometer vattenytor vilket ger det en sjöprocent på 8,4 procent.